# 罗伯特-乌丹魔幻屋

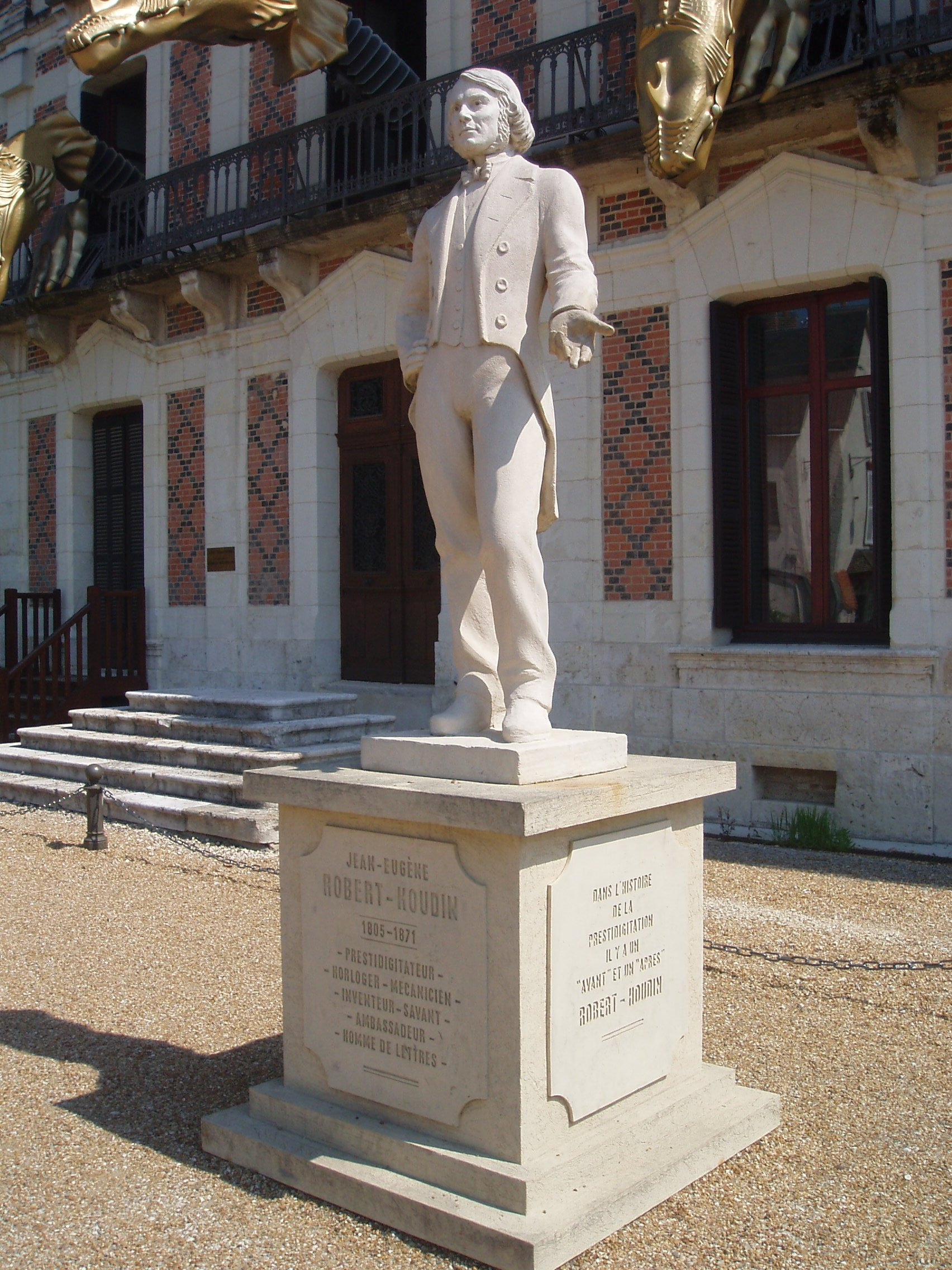

罗伯特-乌丹魔幻屋（法语：Maison de la Magie Robert-Houdin）是法国中部卢瓦尔河谷布卢瓦的一个博物馆，位于市中心，面对布卢瓦城堡。
该博物馆成立于1998年6月1日，展示出生在布卢瓦的法国著名魔术师吉恩-尤金罗伯特-乌丹（1805-1871年）的生平和工作。
1981年，罗伯特 - 乌丹的后代将这座建筑交给布卢瓦市，对公众开放。博物馆举办一系列活动。在旅游季节每天开放，每天举行魔术表演。